# فرنودآوری کوشش
فرنودآوری کوشش (انگلیسی: Effort justification) ایده و الگویی در روان‌شناسی اجتماعی است که از نظریه لئون فستینگر درناهماهنگی شناختی ریشه می‌گیرد. . فرنودآوری کوشش گرایشی در شخص است تا ارزشی افزون تر از ارزش واقعبینانه برای پیامدی قایل شود که در دستیابی به آن کوشش کرده‌است.